# 阿布加尔五世

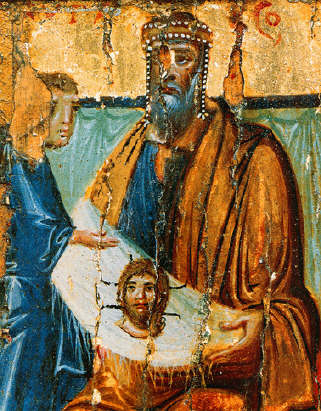
手持基督自印圣像的阿布加尔圣像画（西奈山圣凯瑟琳修道院10世纪的蜡画）

“暗黑者”阿布加尔五世或埃德萨的阿布加尔五世（羅馬化：ʾAḇgar Ḥəmīšāyā ʾUkkāmā，羅馬化：Abgar Ye Yedesatsi，羅馬化：Abgaros；公元前4年–公元7年和公元13年–50年在位），奥斯若恩王国历史上的一位阿拉姆-叙利亚统治者，其在位时，首都在埃德萨。
根据一个最早由尤西比厄斯记载的基督教传说，阿布加尔五世曾受七十门徒之一的雅代感召，受洗为基督徒。根据亚美尼亚历史学家Movses Khorenatsi在阿布加尔五世去世后400年时的记载，他与萨纳特鲁西斯王朝有亲缘关系。

## 相关传说
根据敘利亞基督教经外传说，阿布加尔五世是最早的基督徒国王之一，曾接受使徒雅代的洗礼。也有认为这仅仅是一个传说，是根据稍后的二世纪皈依基督教的叙利亚国王阿布加尔九世的故事编造的。亚美尼亚历史学家Movses Khorenatsi认为“阿布加尔”这个名字是由其个人称号衍生出来的：“……由于他不凡的谦逊、智慧，和他的年长，被赋予了“Avag Hair”的称号（在亚美尼亚语中意为“高级神甫”）。不能准确表达他名字的希腊人和叙利亚人把他称为了阿布加尔。”
传说中，埃德萨的国王阿布加尔患上了一种不治之症（可能是麻风病），他听说过耶稣的力量和神迹，所以写信给耶稣，信函中表达了对耶稣神性的承认和对耶稣帮助的渴求，并承诺在自己的国家为耶稣提供庇护。相传耶稣给阿布加尔写了回信，赞许了他的信仰，但婉拒了他的邀请，不过承诺在自己升天后，会派遣一个拥有自己神力的门徒前往。
4世纪的教会历史学家該撒利亞的優西比烏记录了关于阿布加尔和耶稣通信的一个经外传说。优西比乌相信原始信件是用叙利亚语（亚拉美语）写的，而且被保存在了埃德萨的档案中。优西比乌还指出，在基督升天后的一个适当时机，使徒多马在公元29年派来了达陡（被称为雅代）或七十二门徒之一的埃德萨的达陡。优西比乌还在他的《教会史》中转载了两封信件。
通信包括阿布加尔的信件来耶稣的回信。随着传说的广泛传播，耶稣真人画像开始被提及。这个画像据称是法院档案员汉南在访问耶稣时画的，它最早被叙利亚文献《雅代教义》在4世纪下半叶开始提到。根据这个记载，耶稣的回信不是书面的，而是口头的，并且事情发生在公元32年。《雅代教义》也是提到耶稣真人画像的最早的文献，该画像被供奉在生病的阿布加尔五世国王的一个宫殿内。该故事的希腊版可以在《达陡行传》（Acta Thaddaei）中找到。
“阿布加尔的信”的故事，包括法院档案员汉南创作的画像，曾在莫夫谢斯·霍列纳齐于5世纪中叶著作的《亚美尼亚史》中重述，并有所增加。莫夫谢斯提到那副画像被保存在埃德萨。
这个故事后来被教会历史学家、埃德萨主教厄伐克（约536年-600年）做了进一步的阐述，他是已知的第一个声称耶稣的画像是“天成的”（divinely wrought）而非出自人手的人。总之，传说是从优西比乌的没有画像，到《雅代教义》和莫夫谢斯的汉南创作画像，再到厄伐克的天成圣像一步步演化来的。

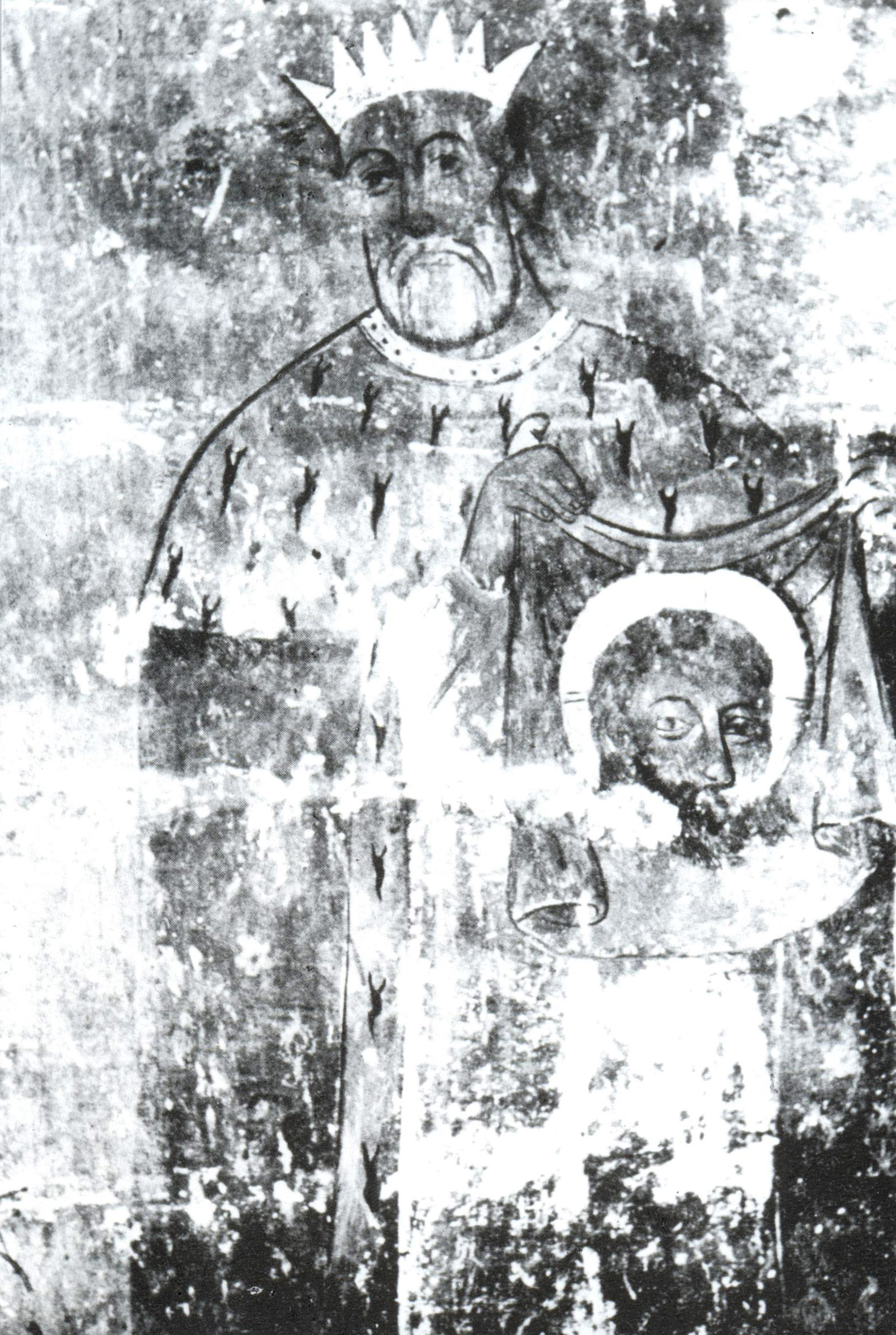
瓦尔加圣乔治教会教堂壁画，画有手持基督画像的阿布加尔国王。

944年8月15日，君士坦丁堡的布雷契耐圣马理教堂得到了信件和圣像。这两个文物随后转移到灯塔圣母教堂。
著名的教堂建造师大马士革的约翰曾在《On the Divine Images I》中专门提到“据说耶稣将一块布压到自己脸上，将面部的样子拓印到布上，这块布至今还保存者。”
阿布加尔的传说在东西方都大受欢迎，在中世纪时，耶稣的信被可在石头或金属上，在印到羊皮纸上作为护身符使用。对于这种伪造的信件，不仅仅有叙利亚语的，还有亚美尼亚语的和希腊语的。
从这个所谓的时间衍生出了各种不同的故事，学者们争论阿布加尔到底患的是痛风还是麻风病，信件到底上用的羊皮纸还是莎草纸等等。
十九世纪希腊罗马传说方面的作家奥尔巴尼·詹姆斯·克里斯蒂怀疑信件的真实性。像奥古斯丁和耶柔米等人在五世纪时留下的证言表明耶稣从来没有写过任何东西。教宗哲拉修一世等直接将这些信件斥为伪典。圣经学者们现在普遍认为信件是在大概公元3世纪时捏造的，并被布置在了后来优西比乌發现它们的地方最终找到他们。另一种理论认为，这个故事是奥斯若恩的阿布加尔九世捏造出来的，他在位期间皈依了基督教，为将他的皈依合法化而捏造了这个故事。

## 参见

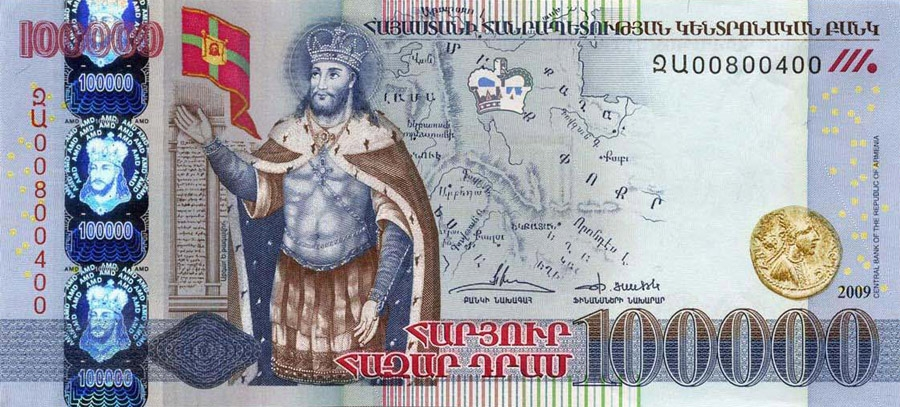
亚美尼亚100000德拉姆上的阿布加尔五世

## 延伸阅读
- Walter Bauer, Orthodoxy and Heresy in Earliest Christianity, 1934, (in English 1971): On-line text （页面存档备份，存于）
- Robert Eisenman, James the Brother of Jesus 1997 (Viking Penguin), especially ch. 24 "Judas the brother of Jesus" and the section "Thaddeus, Judas Thomas and the conversion of the Osrhoeans", pp 189ff.
- Ian Wilson, Holy faces, secret places 1991
- Robert Eisenman, James the Brother of Jesus 1997, especially ch. 24 "Judas the brother of James and the conversion of King Agbar"
- Holweck, F. G., A Biographical Dictionary of the Saints. St. Louis, MO: B. Herder Book Co., 1924.
- Acta Thaddei (Acts of Thaddaeus), Constantin von Tischendorf, Acta apostolorum apocr. 261 ff.